# Jacques Darche
Jacques Darche (8. února 1920 – 26. července 1965 Paříž) byl francouzský fotograf a grafik.

## Životopisné údaje
Jacques Darche byl blízkým přítelem Alberta Giacomettiho, současníka Pierra Faucheuxa a Roberta Massina, přítelem Jacquesa Daniele, malíře a grafika, byl renomovaným designérem, fotografem a především ilustrátorem a modelářem.
Byl uměleckým ředitelem Francouzského knižního klubu, do kterého vstoupil v roce 1950.

## Některé knihy (ilustrace, makety)
- Ars amatoria od Ovidia, Club français du livre, 1951
- Román Tristan a Isolda, Club français du livre, 1952
- Œuvres complètes, Honoré de Balzac, Club français du livre
- Božská komedie od Danteho, Club français du livre, 1954
- Ze Země na Měsíc od Julese Verna, 1955
- Littré, 7 svazků, ed. Jean-Jacques Pauvert, 1956
- Díla autorů François Villon, následovaná Roman de François Villon od Francise Carco, Club des éditeurs, 1957
- L'Âne d'or, Lucius Apuleius, Club français du livre, 1961